# Албанія на літніх Олімпійських іграх 2008
Албанія на літніх Олімпійських іграх 2008 року в Пекіні була представлена 11 спортсменами в 6 видах спорту. Це шоста участь збірної Албанії у літніх Олімпійських іграх. Уперше Албанія взяла участь у літніх Олімпійських іграх в Мюнхені 1972 року. Потім пропустила ігри в Монреалі (1976), Москві (1980), Лос-Анджелесі (1984) і Сеулі (1988), а повернулася лише 1992 року. На іграх у Пекіні збірна Албанії не здобула жодної медалі.

## Боротьба
Чоловіча вільна боротьба
| Спортсмен      | Категорія | Кваліфікація       | 1/8 Фіналу                        | Чвертьфінал        | Півфінал           | Фінал              | Перший додатковий раунд | Другий додатковий раунд | Фінал за 3 місце   | Загальне місце |
| Спортсмен      | Категорія | Суперник Результат | Суперник Результат                | Суперник Результат | Суперник Результат | Суперник Результат | Суперник Результат      | Суперник Результат      | Суперник Результат | Загальне місце |
| -------------- | --------- | ------------------ | --------------------------------- | ------------------ | ------------------ | ------------------ | ----------------------- | ----------------------- | ------------------ | -------------- |
| Сахіт Прізрені | До 60 кг  |                    | Базар Базаргуружев (KGZ) 0-1, 0-2 | не брав участі     | не брав участі     | не брав участі     | не брав участі          | не брав участі          | не брав участі     | 16             |

Чоловіча греко-римська боротьба
| Спортсмен | Категорія | Кваліфікація       | 1/8 Фіналу                      | Чвертьфінал                      | Півфінал           | Фінал              | Перший додатковий раунд | Другий додатковий раунд | Фінал за 3 місце   | Загальне місце |
| Спортсмен | Категорія | Суперник Результат | Суперник Результат              | Суперник Результат               | Суперник Результат | Суперник Результат | Суперник Результат      | Суперник Результат      | Суперник Результат | Загальне місце |
| --------- | --------- | ------------------ | ------------------------------- | -------------------------------- | ------------------ | ------------------ | ----------------------- | ----------------------- | ------------------ | -------------- |
| Еліс Гурі | До 96 кг  |                    | Карам Габер (EGY) 2-4, 2-1, 1-1 | Мірко Енгліх (GER) 1-1, 0-6, 1-1 | Не пройшов         | Не пройшов         |                         | Хан (KOR) 1-1, 1-1, 1-3 | не брав участі     | 8              |

## Дзюдо
Чоловіки
| Спортсмен     | Категорія | 1/32               | 1/16                             | Чвертьфінал        | Півфінал           | Фінал              | Перший додатковий раунд | Втішний чвертьфінал | Втішний півфінал   | За 3 місце Фінал   |
| Спортсмен     | Категорія | Суперник Результат | Суперник Результат               | Суперник Результат | Суперник Результат | Суперник Результат | Суперник Результат      | Суперник Результат  | Суперник Результат | Суперник Результат |
| ------------- | --------- | ------------------ | -------------------------------- | ------------------ | ------------------ | ------------------ | ----------------------- | ------------------- | ------------------ | ------------------ |
| Емонд Топаллі | До 81 кг  |                    | Жоао Пінто Нето (CUB) 1001/00001 | не брав участі     | не брав участі     | не брав участі     | не брав участі          | не брав участі      | не брав участі     | не брав участі     |

## Легка атлетика
Чоловіки
| Спортсмен      | Вид            | Кваліфікація | Кваліфікація | Фінал          | Фінал          |
| Спортсмен      | Вид            | Результат    | Місце        | Результат      | Місце          |
| -------------- | -------------- | ------------ | ------------ | -------------- | -------------- |
| Доріан Чоллаку | Метання молота | 70,98        | 28           | не брав участі | не брав участі |

Жінки
| Спортсмен     | Вид               | Забіг     | Забіг | Півфінал        | Півфінал        | Фінал           | Фінал           |
| Спортсмен     | Вид               | Результат | Місце | Результат       | Місце           | Результат       | Місце           |
| ------------- | ----------------- | --------- | ----- | --------------- | --------------- | --------------- | --------------- |
| Клодіана Шала | біг на 400 метрів | 54,84     | 7     | не брала участі | не брала участі | не брала участі | не брала участі |

## Плавання
Чоловіки
| Спортсмен  | Вид                      | Заплив    | Заплив | Півфінал       | Півфінал       | Фінал          | Фінал          |
| Спортсмен  | Вид                      | Результат | Місце  | Результат      | Місце          | Результат      | Місце          |
| ---------- | ------------------------ | --------- | ------ | -------------- | -------------- | -------------- | -------------- |
| Сідні Хоша | 50 метрів вільним стилем | 24,56     | 63     | не брав участі | не брав участі | не брав участі | не брав участі |

Жінки
| Спортсмен    | Вид                      | Заплив    | Заплив | Півфінал        | Півфінал        | Фінал           | Фінал           |
| Спортсмен    | Вид                      | Результат | Місце  | Результат       | Місце           | Результат       | Місце           |
| ------------ | ------------------------ | --------- | ------ | --------------- | --------------- | --------------- | --------------- |
| Ровена Марку | 50 метрів вільним стилем | 28,15     | 58     | не брала участі | не брала участі | не брала участі | не брала участі |

## Змагання зі стрільби
Жінки
| Спортсмен     | Вид                         | Кваліфікація | Кваліфікація | Фінал           | Фінал           | Загальне місце |
| Спортсмен     | Вид                         | Результат    | Місце        | Результат       | Місце           | Загальне місце |
| ------------- | --------------------------- | ------------ | ------------ | --------------- | --------------- | -------------- |
| Ліндіта Кодра | Пневматичний пістолет, 10 м | 370          | 40           | не брала участі | не брала участі | 40             |
| Ліндіта Кодра | Пістолет, 25 м              | 570          | 35           | не брала участі | не брала участі | 35             |

## Важка атлетика
Чоловіки
| Спортсмен      | Категорія | Маса  | Ривок | Ривок | Ривок | Ривок | Поштовх | Поштовх | Поштовх | Поштовх | Сума | Місце |
| Спортсмен      | Категорія | Маса  | 1     | 2     | 3     | Місце | 1       | 2       | 3       | Місце   | Сума | Місце |
| -------------- | --------- | ----- | ----- | ----- | ----- | ----- | ------- | ------- | ------- | ------- | ---- | ----- |
| Герті Траша    | До 69 кг  | 68,68 | 136   | 136   | 136   | -     | -       | -       | -       | -       | 0    | -     |
| Ерканд Керімай | До 77 кг  | 76,52 | 145   | 150   | 154   | 12    | 182     | 187     | 193     | 13      | 341  | 13    |

Жінки
| Спортсмен    | Категорія | Маса  | Ривок | Ривок | Ривок | Ривок | Поштовх | Поштовх | Поштовх | Поштовх | Сума | Місце |
| Спортсмен    | Категорія | Маса  | 1     | 2     | 3     | Місце | 1       | 2       | 3       | Місце   | Сума | Місце |
| ------------ | --------- | ----- | ----- | ----- | ----- | ----- | ------- | ------- | ------- | ------- | ---- | ----- |
| Ромела Бегай | До 58 кг  | 57,56 | 95    | 98    | 100   | 3     | 110     | 115     | 118     | 7       | 216  | 6     |